# Феррин, Густаво
Густаво Феррин (исп. Gustavo Ferrín; род. 1 мая 1959, Монтевидео) — уругвайский футбольный тренер.

## Биография
Долгие годы работал в юношеском и молодёжном футболе. В 2007 году впервые за восемь лет вывел Уругвай на чемпионат мира по футболу среди молодёжных команд, который проходил Канаде. На нём его подопечные, за которых выступали Луис Суарес и Эдинсон Кавани, дошли до 1/8 финала.
В 2003 и в 2006 годах Феррин исполнял обязанности наставника главной национальной команды страны. Позднее он работал с Анголой на Кубке африканских наций в ЮАР, молодёжной сборной Перу и с рядом уругвайских клубов.